# Bodor Béla
Bodor Béla (Budapest, 1954. február 24. – Budapest, 2010. augusztus 10.) József Attila-díjas magyar költő, prózaíró, esszéista, kritikus, irodalomtörténész, képzőművész. Tagja volt a Szépírók Társaságának, a Magyar Írószövetségnek és a Magyar Alkotóművészek Országos Egyesületének. Emlékére alapították a Bodor Béla-díjat, amelyet elsőként Lengyel Imre Zsolt irodalomkritikus vehetett át.

## Élete
Pályáját zenészként kezdte, 1975-ig rock- és dzsesszegyüttesekben játszott. Volt könyvesbolti eladó is, majd a Zeneműkiadónál grafikusként tevékenykedett. Grafikáiból, festményeiből, montázsaiból 1979-ben rendezte legnagyobb önálló kiállítását.
A zenélés és a képzőművészet után írni kezdett verseket, regényeket, irodalmi tanulmányokat. 1991 és 1996 között az Élet és Irodalom kritikai rovatának munkatársa, majd rovatvezetője volt. A Litera kritikai rovatába is dolgozott.
Írásai 1986 óta jelentek meg. A Saint Francis experience című egyfelvonásosa 1988-ban elnyerte a drámapályázat, egy-egy esszéje 1994-ben a Madách-pályázat, 1995-ben az Ady Társaság pályázata első díját. Jeles irodalmi díjakkal ismerték el munkásságát.

## Díjai, elismerései
- Soros-ösztöndíj (1999)
- Déry Tibor-díj (2000)
- József Attila-díj (2007)
- Pro Literatura díj (2008)

## Főbb művei
- Dallamos fekvésváltó gyakorlatok (versek, 1989)
- A nevek születése (versek, 1997)
- Régi magyar regénytükör I–II. (irodalomtörténet, 2000)
- Ragtime a Vérnősző Barommal. Versek a huszadik századból; Orpheusz, Budapest, 2002
- Városablak (regény, 2003)
- Alakok; Tipp Cult, Budapest, 2006 (Parnasszus könyvek. Magasles)
- Már az avantgárda Carneválra ütött. Tanulmányok, kritikák az aktuális avantgárd tárgykörében; Magyar Műhely, Budapest, 2007 (Underground expanzió)
- Újraolvasott negyedszázad. Szépírók Szimpóziuma a Petőfi Irodalmi Múzeumban, 2006. szeptember 14.; szerk. Bodor Béla; Szépírók Társasága, Budapest, 2007
- Codex rescriptus. Palimpszesztek könyve; Animus, Budapest, 2008
- Az eszmélet munkái. Kísérletek, 1988–2008; Napkút, Budapest, 2008
- Líra? Mi lenne az? Tanulmányok, előadások, esszék a líra elmélete és a mai magyar költészet tárgyköréből; Tipp Cult Kft., Budapest, 2010 (Parnasszus könyvek. Magasles)
- Mítoszcserepek. Tanulmányok, esszék, kritikák a jelen és a félmúlt magyar prózairodalmának tárgyköréből; szerk. Vincze Ferenc; Cédrus Művészeti Alapítvány–Napkút, Budapest, 2012 (Kútfő bibliotéka)
- A szívós fúvósok ezek. Összegyűjtött versek, 1974–2010; Orpheusz, Budapest, 2014
- Abu-Hámid labirintusai. (1979)-1986-1999-2002-2003-2004 / Abu-Imisa ibn-Karul Bila-Budur al-Dzsigirdilan al-Basgirdi; Orpheusz, Budapest, 2015